# Vasili Peskov

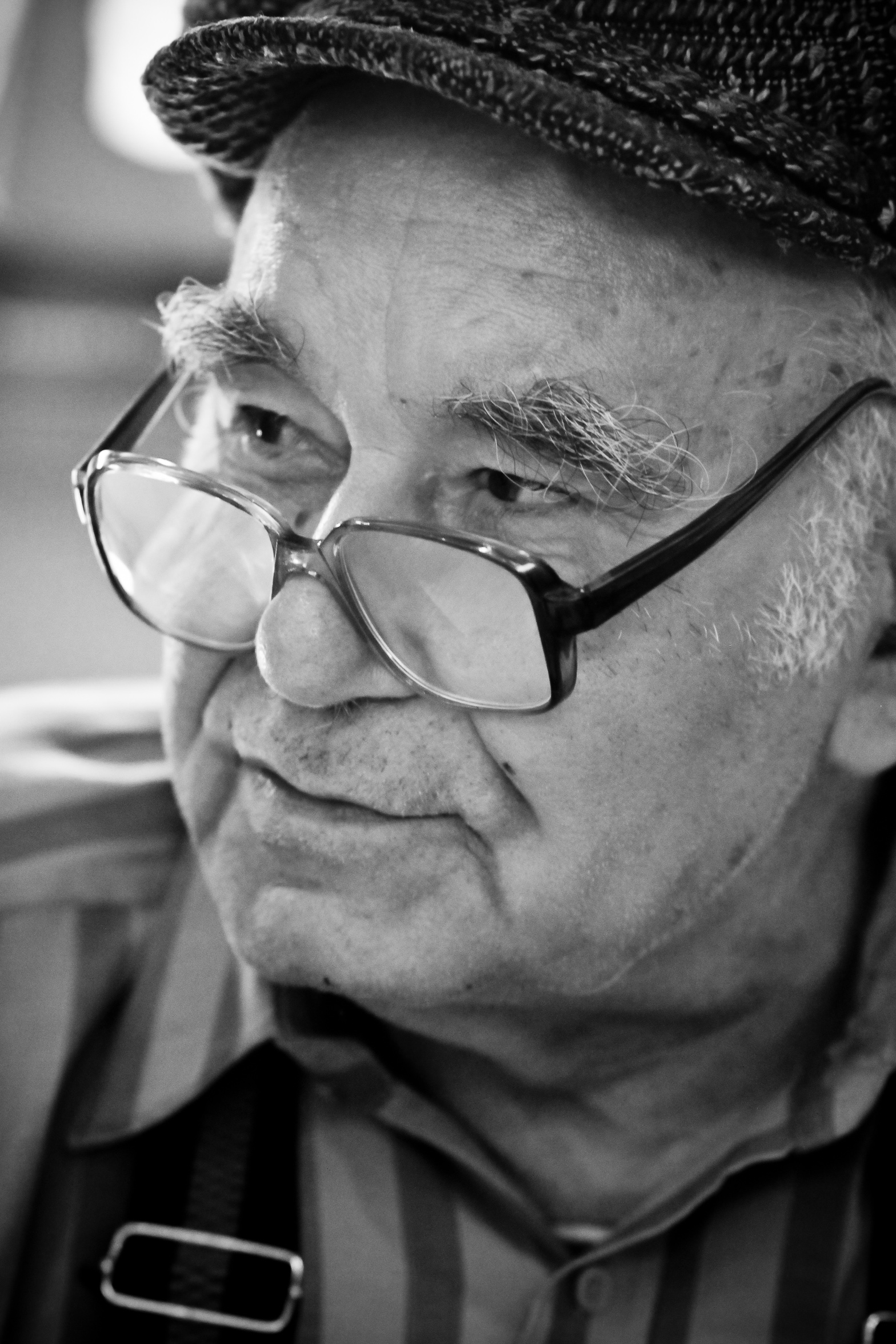
Vasili Mijáilovich Peskov.

Vasili Mijáilovich Peskov (14 de marzo de 1930-12 de agosto de 2013) fue un escritor, periodista, fotógrafo, viajero y ecologista ruso. Trabajó en el periódico tabloide ruso, Komsomólskaya Pravda, desde 1956. Desde 1975 hasta 1990, dirigió el programa de televisión "In the World of Animals" en la televisión soviética.
En 1964, fue galardonado con el Premio Lenin. En 1990, fue uno de los ganadores del Cuadro de Honor Global 500 del PNUMA.

## Libros
- Steps on Dew (1963)
- White Dreams (1965)
- End of the World (1967)
- The Roads of America (1973, con B. Strelnikov)
- War and People (1979)
- Lost in the Taiga: One Russian Family's Fifty-Year Struggle for Survival and Religious Freedom in the Siberian Wilderness (1990), sobre la familia Lykov
- Alaska is greater than you think (1995)
- Wanderings (1999)
- Proselki (2000)